# Гати, Тоби
Тоби Тристер Гати (англ. Toby Trister Gati; род. 27 июля 1946, Нью-Йорк, США) — американский государственный деятель, советолог, русист, бизнес-консультант.

## Образование
В 1967 году, окончив Университет штата Пенсильвания, получила степень бакалавра по русскому языку и литературе.
Позже училась в Колумбийском университете, где получила степень магистра сначала по русской литературе в 1970 году, а затем, в 1972 году, по международным отношениям в Институте Гарримана (ранее Российский Институт).

## Карьера
До вхождения в президентскую администрацию, Гати работала в Американской ассоциации содействия ООН (англ. The United Nations Association of the United States of America), где была старшим вице-президентом по политическим исследованиям, включающим в себя исследования международных вопросов политики, экономики и безопасности, а также по делам ООН.
В январе 1993 года она заняла должность специального помощника президента и старшего директора по России, Украине и странам Евразии в Совете национальной безопасности, однако в июне того же года покинула пост. Позже её назначили помощником госсекретаря по разведке и исследованиям, чей пост она занимала в 1993—1997 годах.
После ухода с государственной службы в 1997 году, она стала старшим советником по международным вопросам в юридической фирме «Эйкин, Гамп, Страус, Хауэр и Фельд» (англ. Akin Gump Strauss Hauer & Feld LLP).
В 2016 году Гати была избрана в совет директоров «Лукойла», оставаясь его членом и по сей день.
Также является президентом консалтинговой компании TTG Global LLC, участником дискуссионного клуба «Валдай» и членом совета директоров Американо-российского делового совета.